# Ron (cantante)
Rosalino Cellamare (Dorno, Lombardía, Italia, 13 de agosto de 1953), conocido como Ron, es un cantante italiano.

## Biografía
Con su verdadero nombre Rosalino Cellamare debuta, a los dieciséis años, en el Festival de San Remo de 1970, a dúo con Nada, cantando Pa diglielo a Ma.
Al año siguiente canta Il gigante e la bambina Entre tanto escribe Piazza Grande para Lucio Dalla y Banana republic para el dúo  Dalla - Francesco De Gregori.
Después de un periodo dedicado al cine vuelve a la canción con Una città per cantare, a partir de una obra del cantautor californiano Jackson Browne, en 1980, y Anima en 1982.
Más tarde aparecen Joe Temerario (1984) e Il mondo avrà una grande anima (1988).
En 1992 publica Non abbiam bisogno di parole y A un passo dai miei sogni y al año siguiente Tutti quanti abbiamo un angelo.
En 1996 vence el festival de San Remo con Vorrei incontrarti tra cent'anni (Si te encontrara tras cien años, es el título de la versión al castellano), cantada a dúo con Tosca en la versión italiana.
En 2001 graba Sei volata vía.